# Oconto Falls (Wisconsin)
Pour les articles homonymes, voir Oconto Falls.
Oconto Falls est une ville américaine située dans le comté de d'Oconto, au Wisconsin. Selon le recensement de 2010, sa population est de 2 891 habitants.